# 杉本光希
杉本 光希（すぎもと みつき、2001年8月17日 - ）は、新潟県新潟市東区出身のプロサッカー選手。Jリーグ・ギラヴァンツ北九州所属。ポジションはゴールキーパー（GK）。

## 来歴
ジュビロ磐田U-18出身。高校卒業後、立正大学に進学した。

### ジュビロ磐田
2024年シーズンから古巣・ジュビロ磐田に加入。
2024年7月6日、J1リーグ・第22節川崎戦で負傷した川島永嗣との交代により、公式戦初出場をした。続く第23節の湘南戦でも、川島と第2GKである三浦龍輝が怪我のため初スタメン出場を果たしたものの、同シーズンの公式戦出場はこの2試合のみに終わる。

### ギラヴァンツ北九州
2025年、J3リーグのギラヴァンツ北九州へ期限付き移籍。
公式戦では18試合出場している。

## 所属クラブ
- 2005年 - 2013年 桃山クラマーズ
- 2014年 - 2016年 新潟市立山の下中学校
- 2017年 - 2019年 ジュビロ磐田U-18
- 2020年 - 2024年 立正大学
- 2024年 -  ジュビロ磐田
  - 2025年 -  ギラヴァンツ北九州 (期限付き移籍)

## 個人成績
| 国内大会個人成績 | 国内大会個人成績 | 国内大会個人成績 | 国内大会個人成績 | 国内大会個人成績 | 国内大会個人成績 | 国内大会個人成績 | 国内大会個人成績 | 国内大会個人成績 | 国内大会個人成績 | 国内大会個人成績 | 国内大会個人成績 |
| 年度             | クラブ           | 背番号           | リーグ           | リーグ戦         | リーグ戦         | リーグ杯         | リーグ杯         | オープン杯       | オープン杯       | 期間通算         | 期間通算         |
| 年度             | クラブ           | 背番号           | リーグ           | 出場             | 得点             | 出場             | 得点             | 出場             | 得点             | 出場             | 得点             |
| 日本             | 日本             | 日本             | 日本             | リーグ戦         | リーグ戦         | リーグ杯         | リーグ杯         | 天皇杯           | 天皇杯           | 期間通算         | 期間通算         |
| ---------------- | ---------------- | ---------------- | ---------------- | ---------------- | ---------------- | ---------------- | ---------------- | ---------------- | ---------------- | ---------------- | ---------------- |
| 2022             | 立正大           | 1                | 他               | -                | -                | -                | -                | 1                | 0                | 1                | 0                |
| 2024             | 磐田             | 24               | J1               | 2                | 0                | 0                | 0                | 0                | 0                | 2                | 0                |
| 2025             | 北九州           | 41               | J3               | 18               | 0                | 0                | 0                | 0                | 0                | 18               | 0                |
| 通算             | 日本             | 日本             | J1               | 2                | 0                | 0                | 0                | 0                | 0                | 2                | 0                |
| 通算             | 日本             | 日本             | J3               | 18               | 0                | 0                | 0                | 0                | 0                | 18               | 0                |
| 通算             | 日本             | 日本             | 他               | -                | -                | -                | -                | 1                | 0                | 1                | 0                |
| 総通算           | 総通算           | 総通算           | 総通算           | 20               | 0                | 0                | 0                | 1                | 0                | 21               | 0                |

出場歴
- Jリーグ初出場 - 2024年7月6日 J1第1節 vs 川崎フロンターレ (ヤマハスタジアム)